# Gare de Rotterdam-Alexander
Pour les articles homonymes, voir Alexander.
La gare de Rotterdam-Alexander (en néerlandais : Station Rotterdam Alexander) est une gare ferroviaire de la ligne d'Utrecht à Rotterdam (nl). Elle est située dans le centre de l'arrondissement Prins Alexander dans la commune de Rotterdam au Pays-Bas. 
Elle constitue un pôle multimodale avec la station Alexander du métro desservie par la ligne A et la ligne B.
Elle dessert le centre commercial Alexandrium, l'un des plus grands centres commerciaux de Rotterdam.

## Situation ferroviaire
La gare de Rotterdam-Alexander est établie au point kilométrique (PK) 45,9 de la ligne d'Utrecht à Rotterdam (nl), entre les gares de Capelle-Schollevaar (nl) et de Rotterdam-Noord (nl).
Située sur un viaduc, la ligne croise à angle droit la ligne du métro située au niveau du sol.

## Histoire
La gare de Rotterdam-Alexander est mise en service le 26 mai 1968, sur la ligne d'Utrecht à Rotterdam (nl), mise en service dans les années 1850. Son premier bâtiment, construit en 1968, est alors un petit bâtiment hexagonal. qui est relié aux quais et à un espace d'attente par des escaliers.

La gare le 20 mai 1968
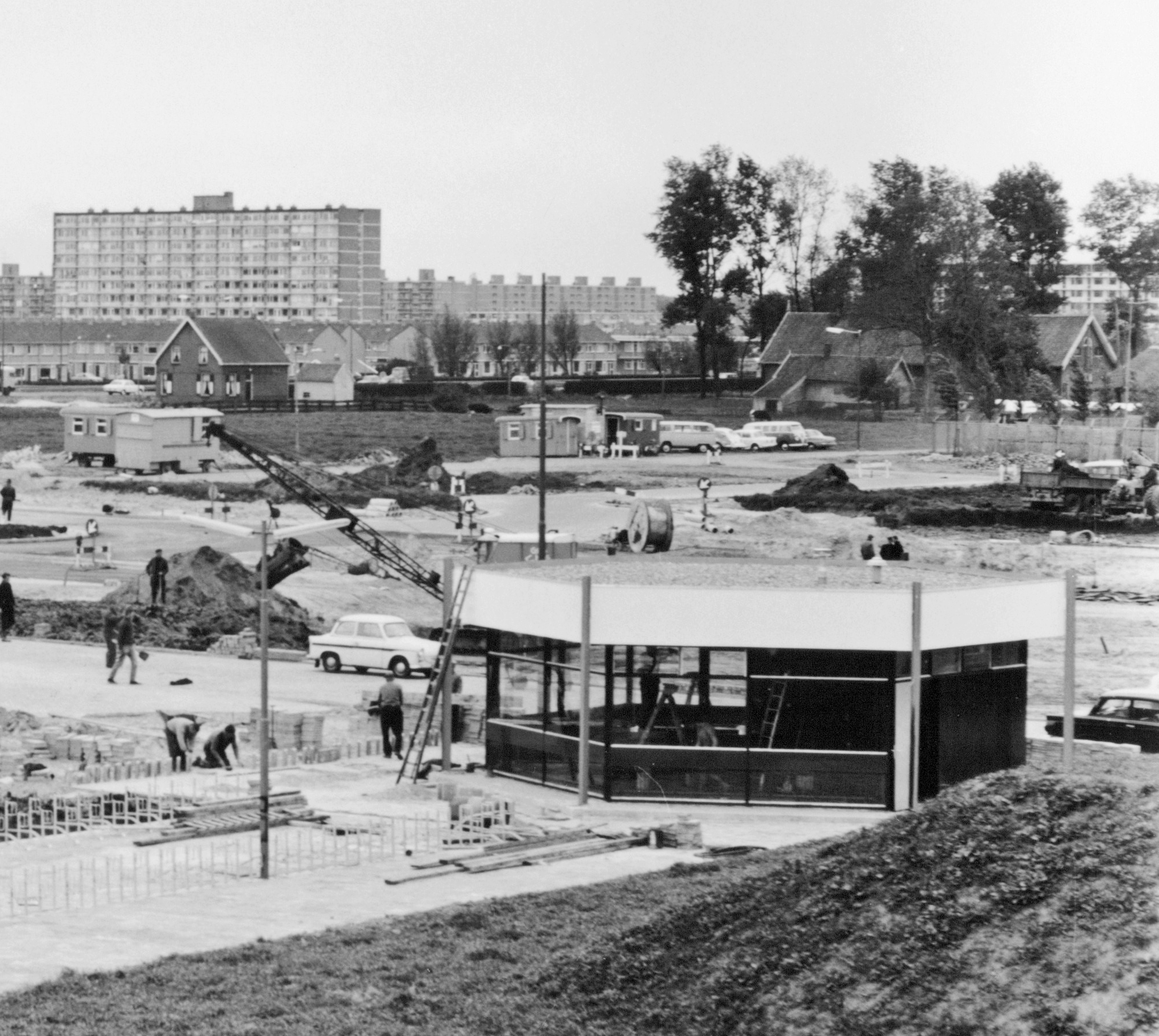
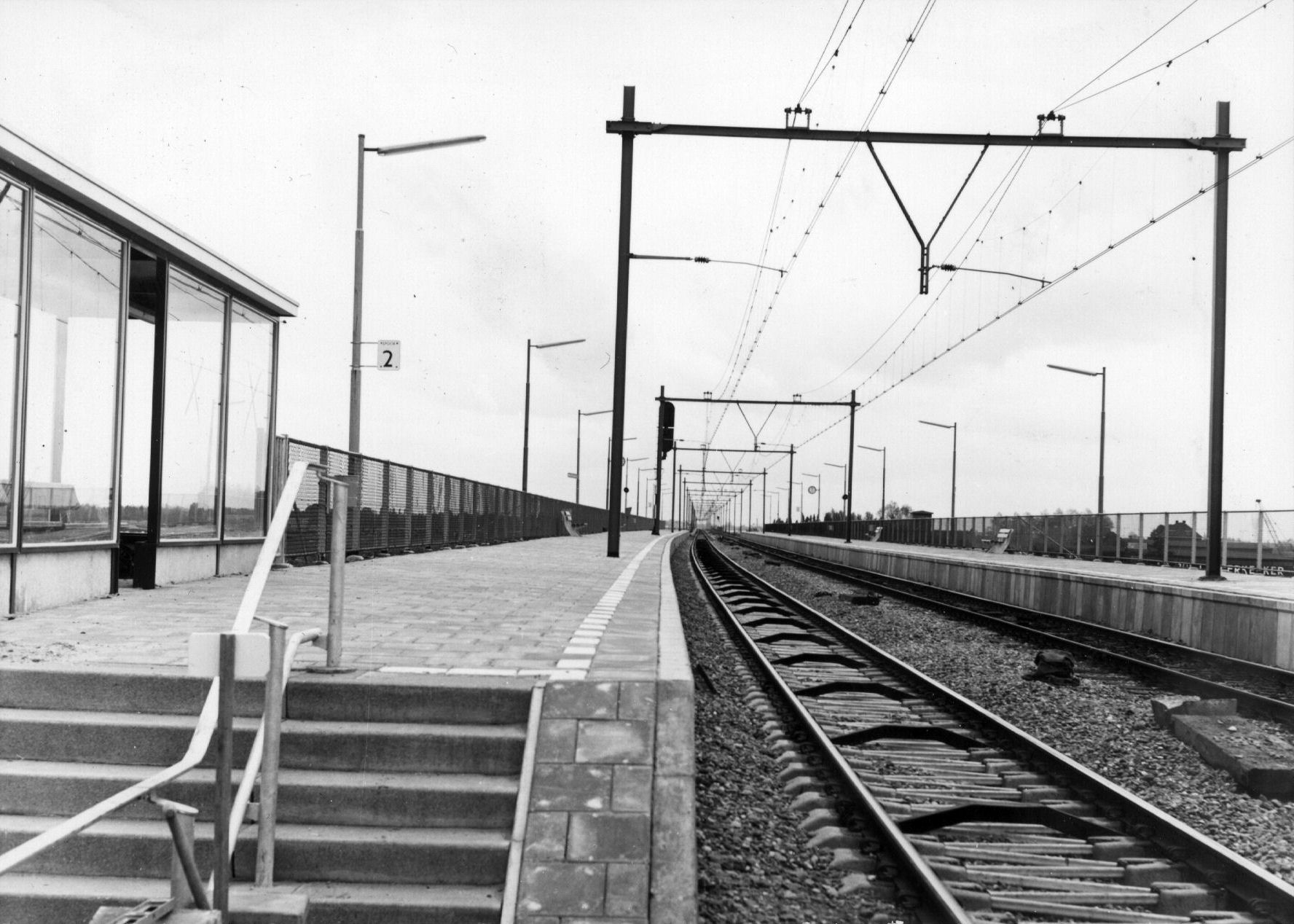
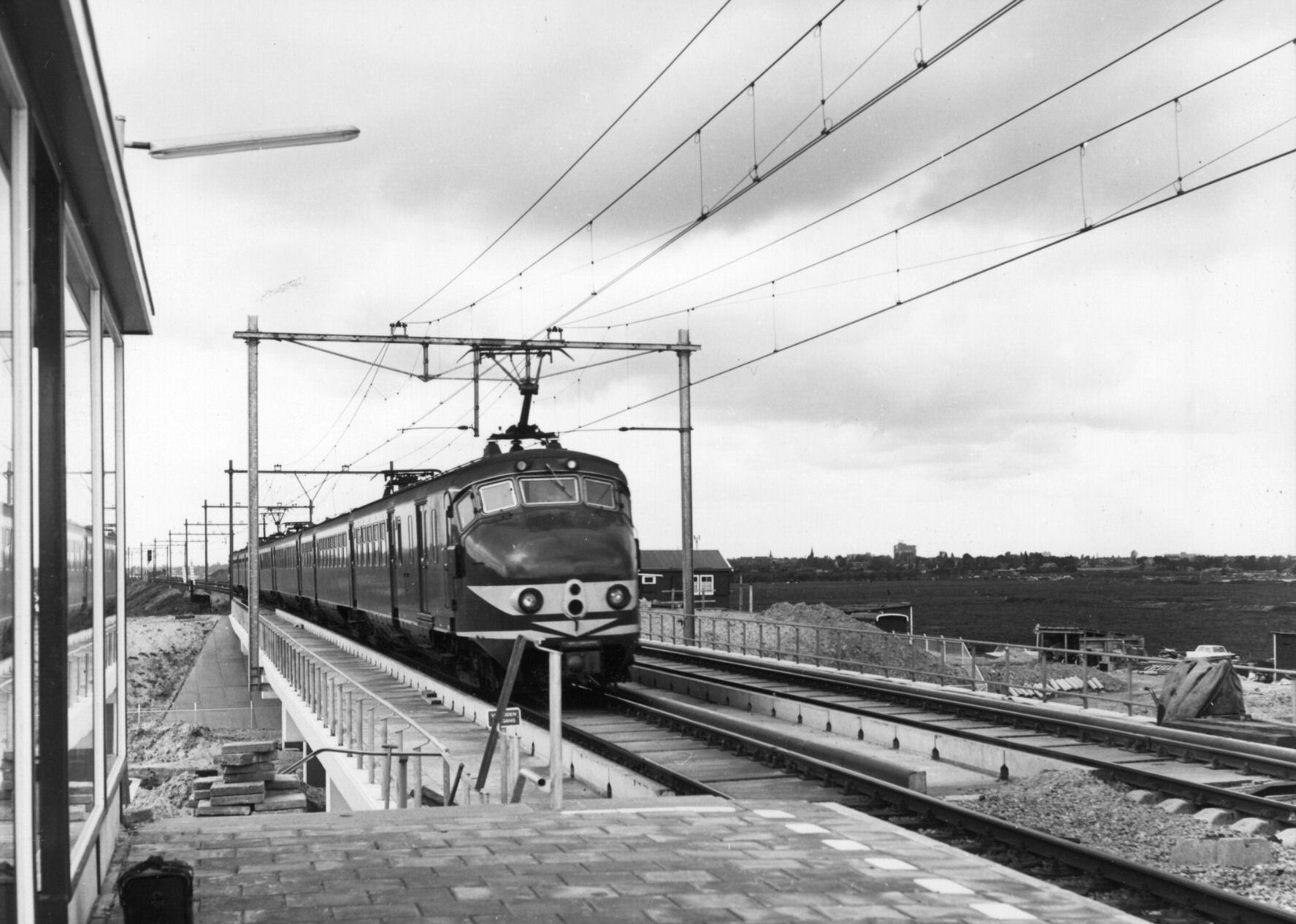

Un nouveau bâtiment est réalisé lors de l'ouverture de la station Alexander du métro en 1983. Il est équipé d'escaliers mécaniques et d'ascenseurs pour faciliter les correspondances entre la station du métro en surface et la gare des trains en aérien.

La gare avant la rénovation de 2020
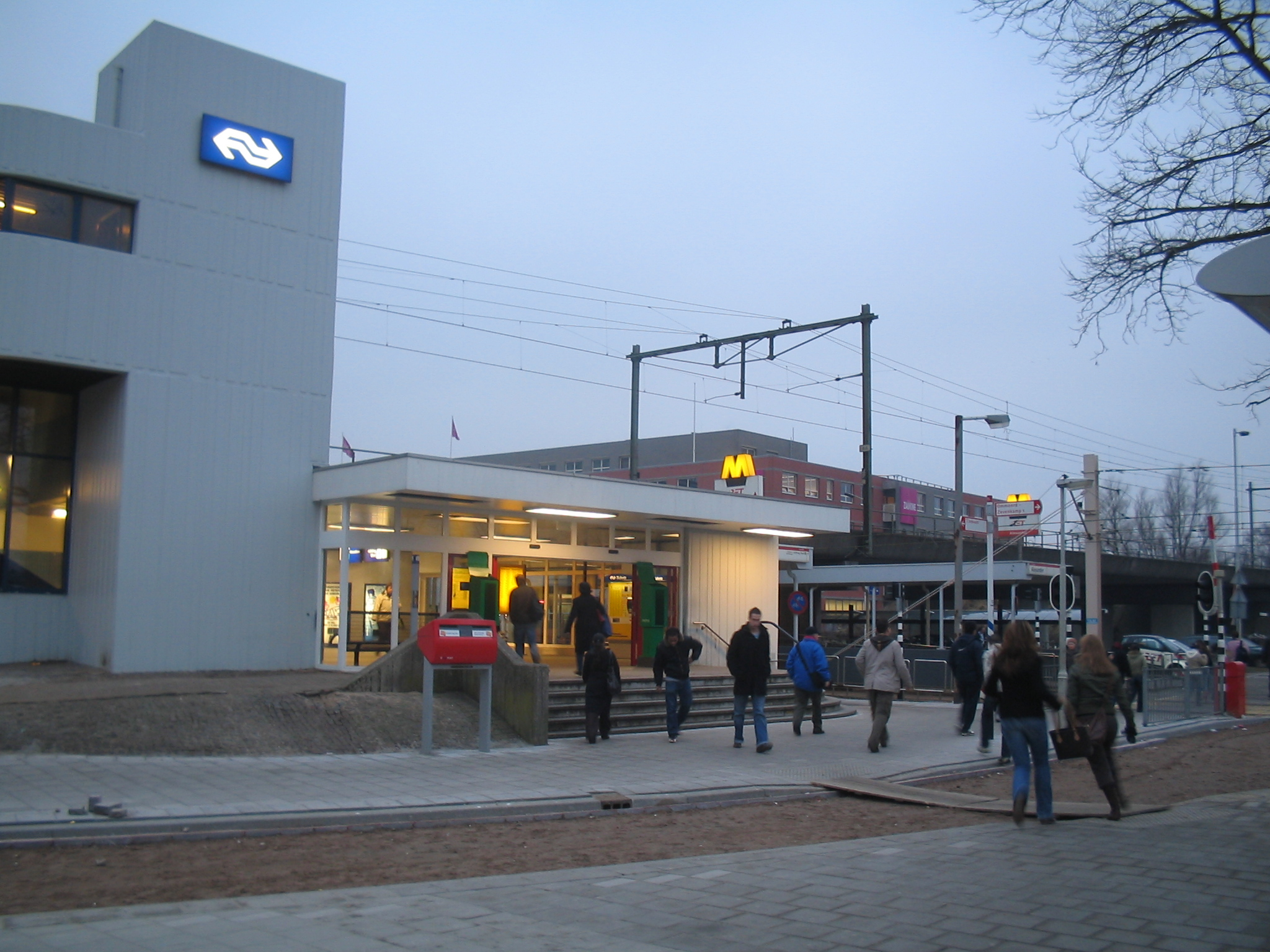
2006.
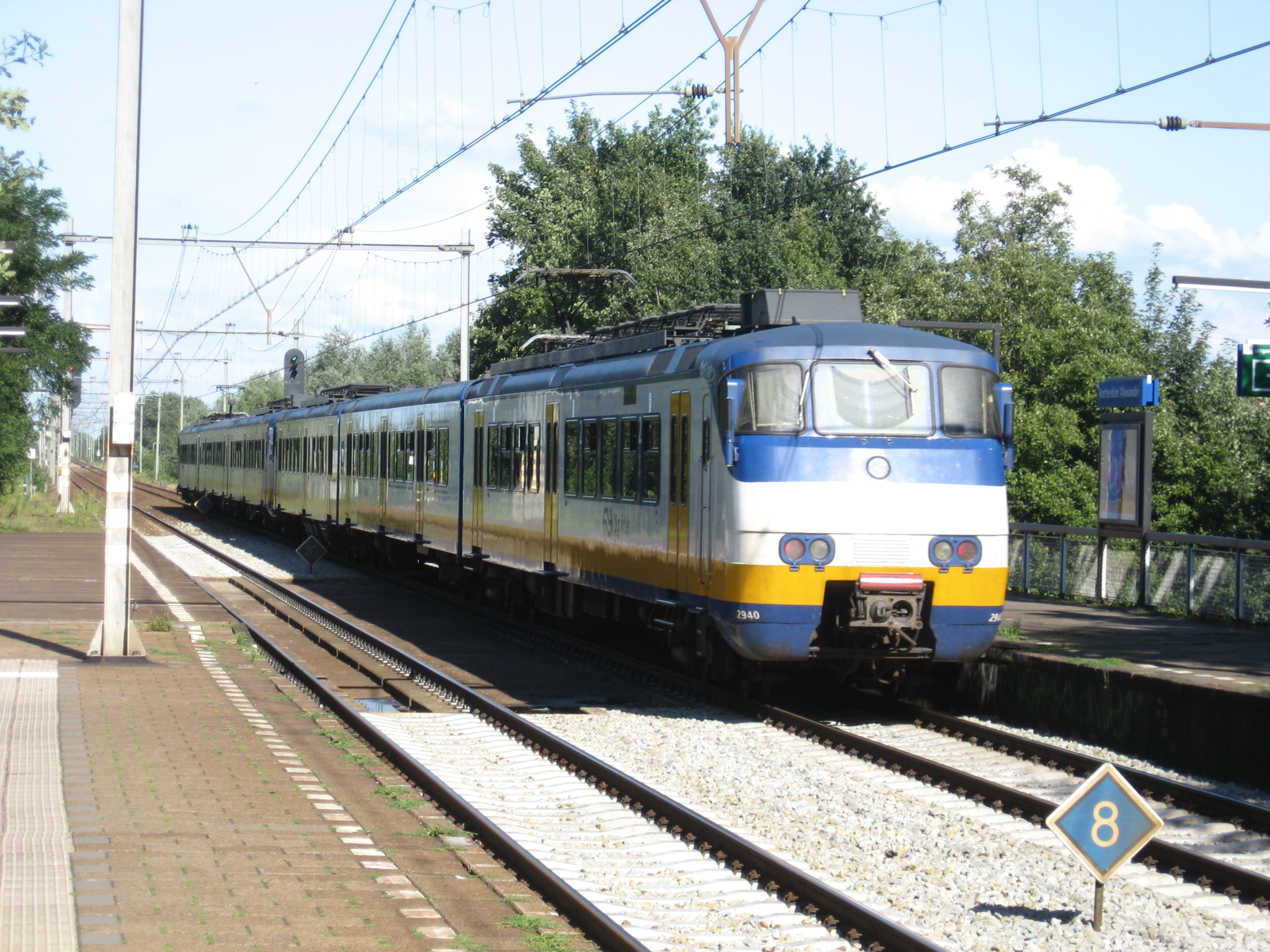
2008.
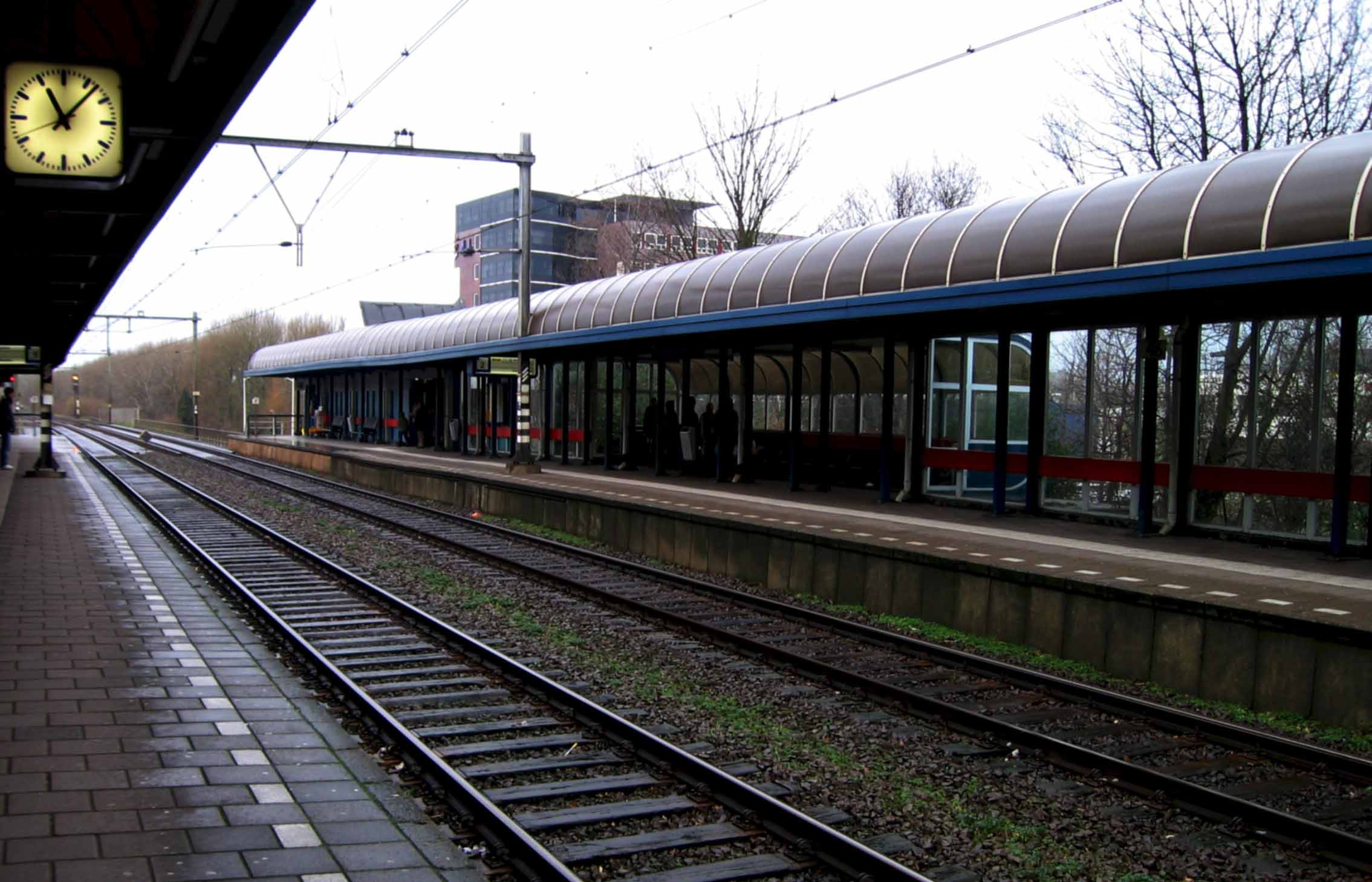
2011.

Un nouveau bâtiment est réalisé lors de l'ouverture de la station Alexander du métro en 1983. Il est équipé d'escaliers mécaniques et d'ascenseurs pour faciliter les correspondances entre la station du métro en surface et la gare des trains en aérien.
Dans les années 2010, le pôle d'échange devient le troisième de la ville avec un transit de 37 000 voyageurs quotidien. Les installations s'avèrent insuffisantes pour assurer un service de qualité. Les autorités décident de rénover l'ensemble avec la construction d'un nouveau bâtiment avec des circulations plus larges et également plus sécurisantes car ouverte sur l'intérieur et l'extérieur. Cette rénovation reconstruction va prendre plus de temps que prévu du fait des découvertes de problèmes au fur et à mesure de l'avancement des travaux. La nouvelle gare est ouverte le 2 juin 2020.

## Service des voyageurs

### Accueil
L'entrée principale est située au 44 Prins Alexanderlaan. Elle dispose notamment d'automates pour l'achat de recharges ou de titres de transports, de tourniquets pour le contrôle, de toilettes et d'une salle d'attente. Plusieurs boutiques sont également présentes. Les quais situés au-dessus sont accessibles par des escaliers mécaniques et des ascenseurs. Elle est accessible aux personnes à la mobilité réduite.

Installations en juillet 2020
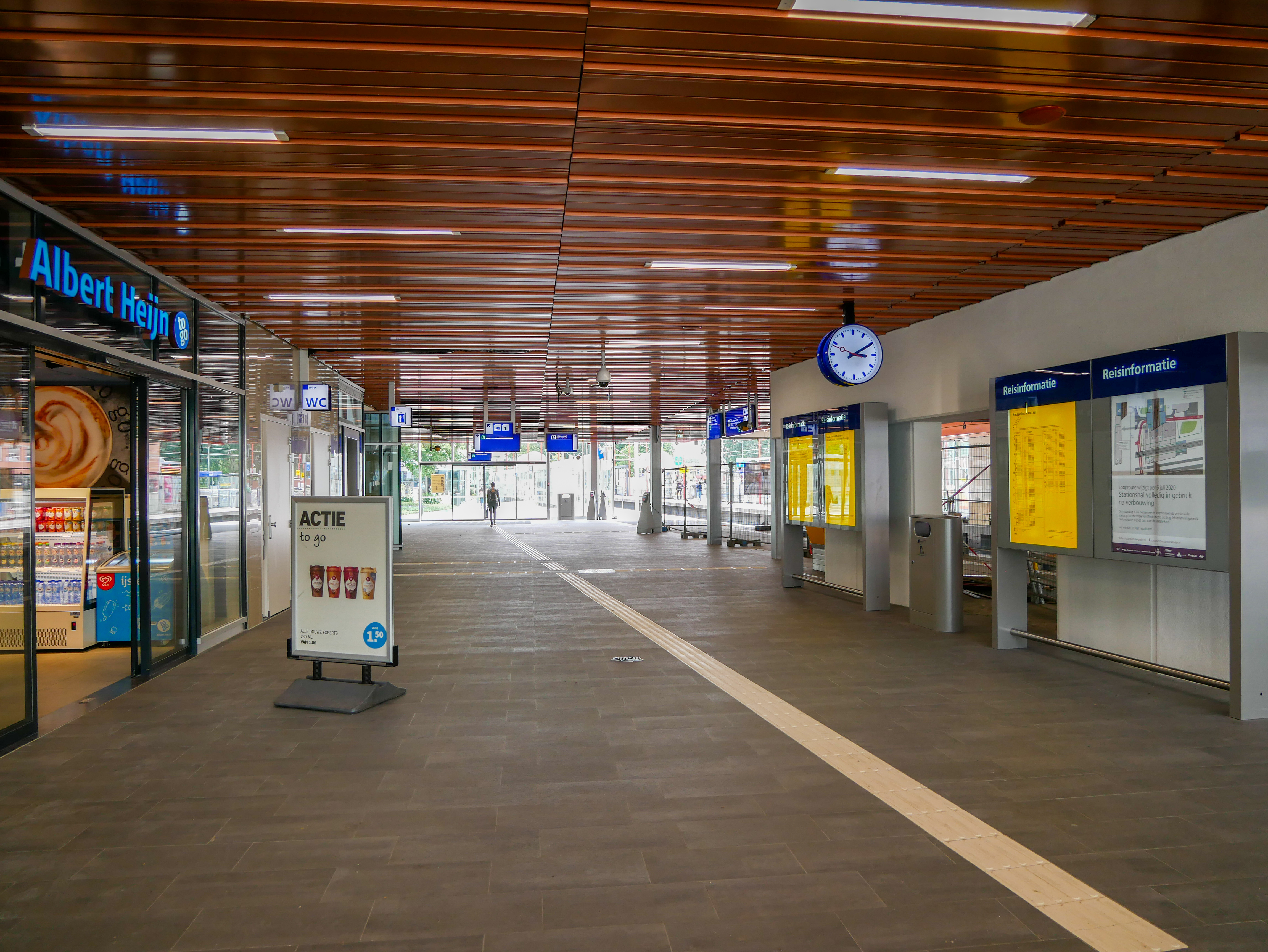
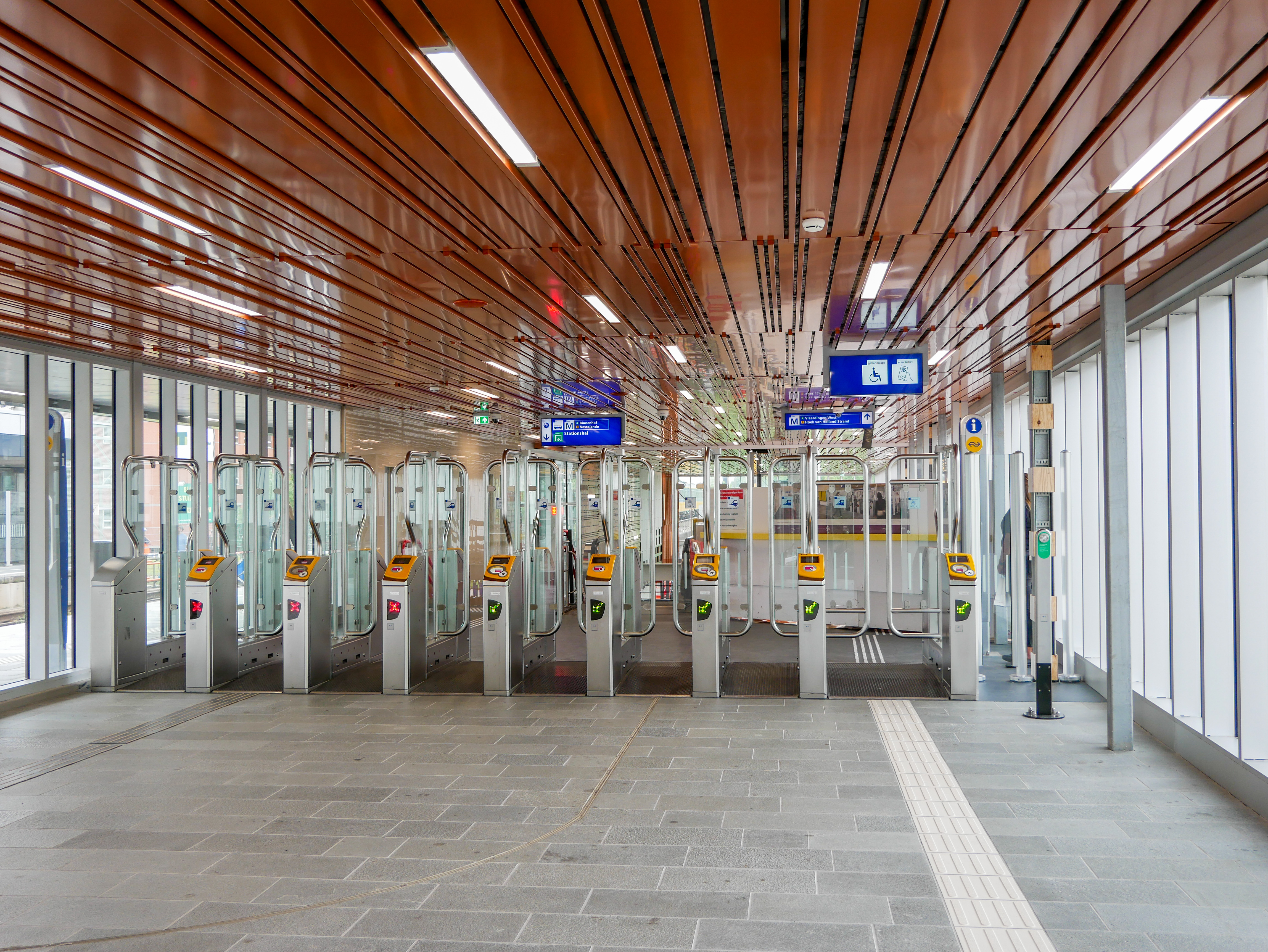
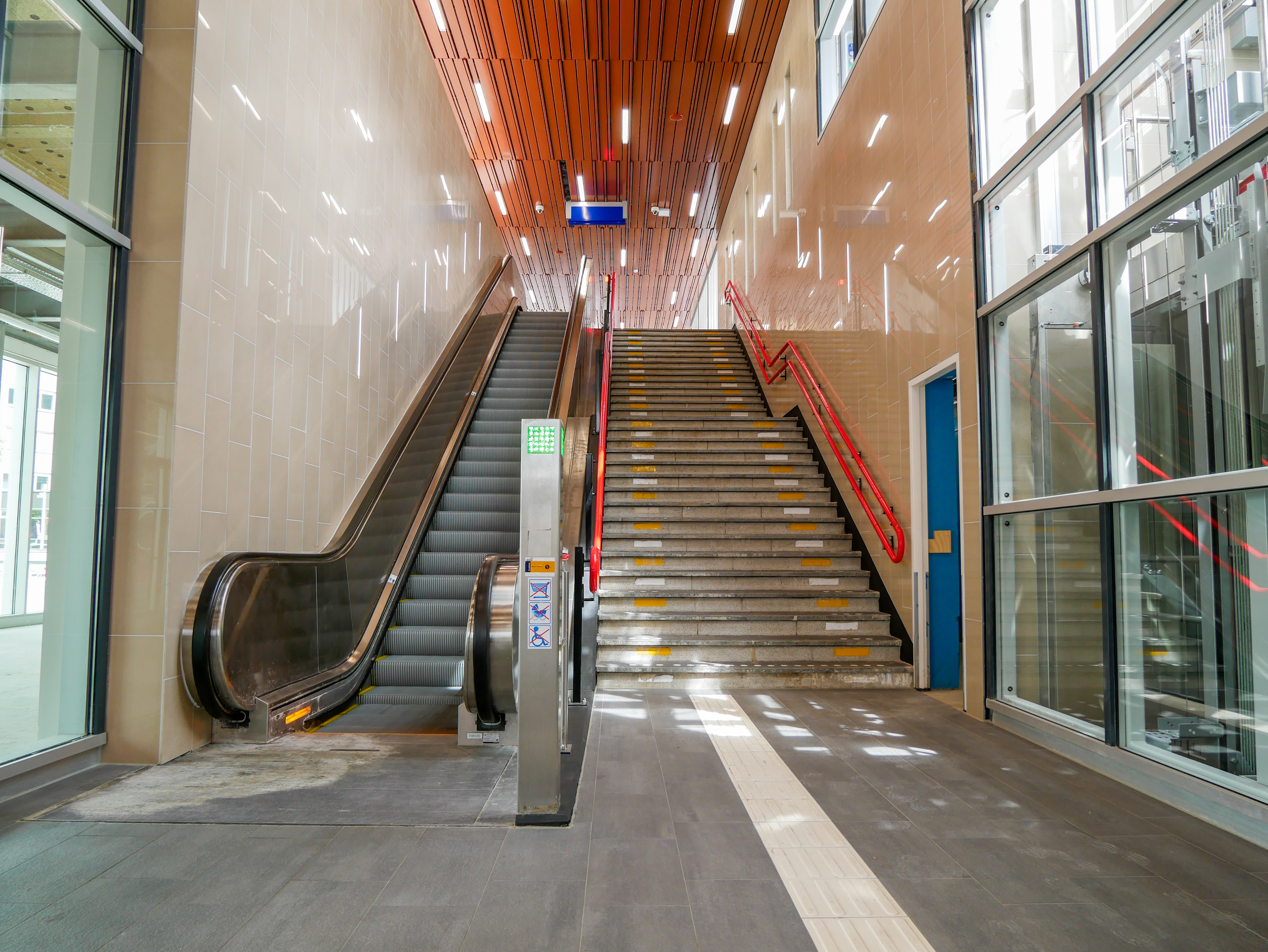

### Desserte
Rotterdam-Alexander est desservie par des trains Intercity et Sprinter (nl).

Installations et desserte en juillet 2020
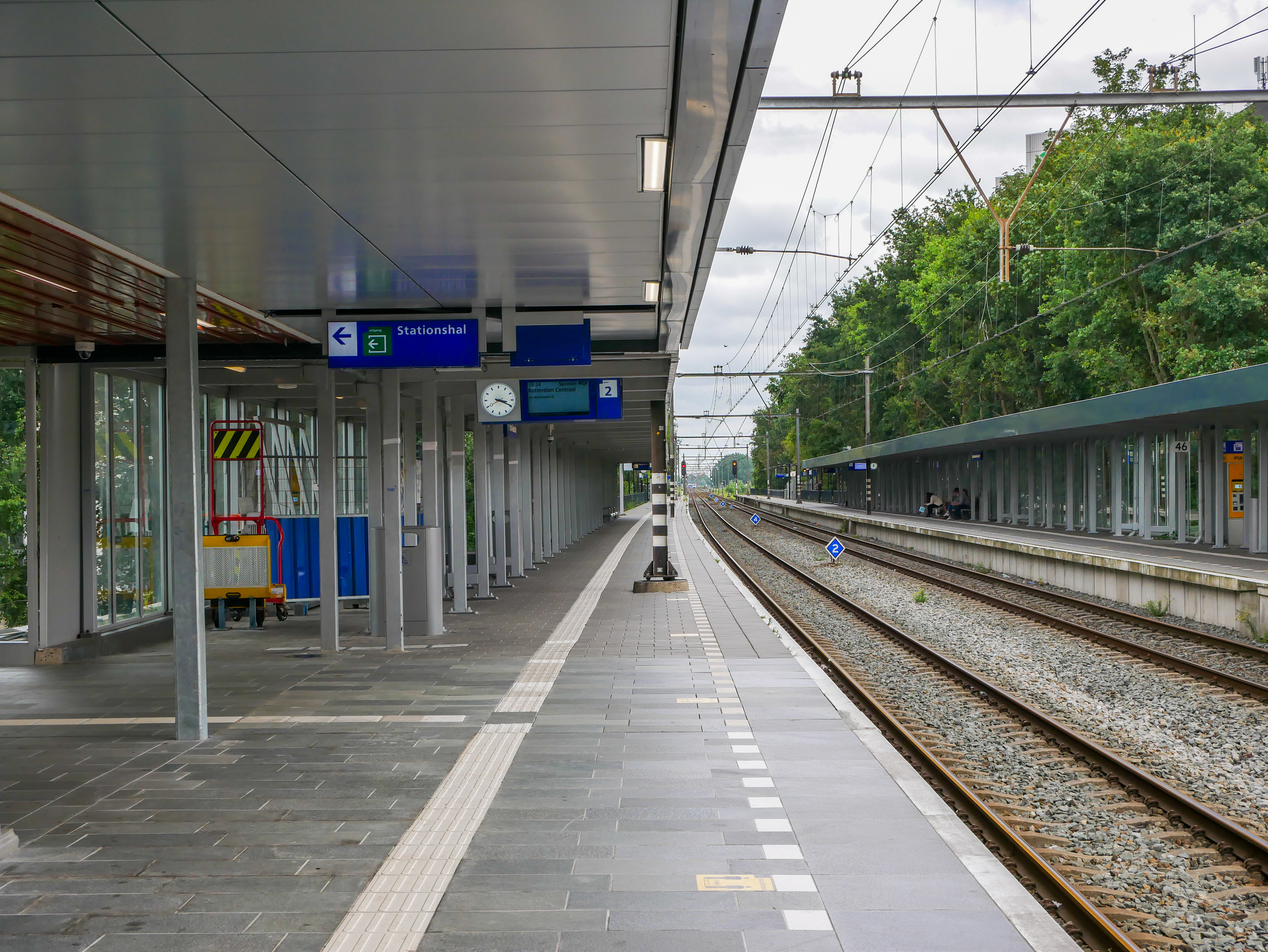
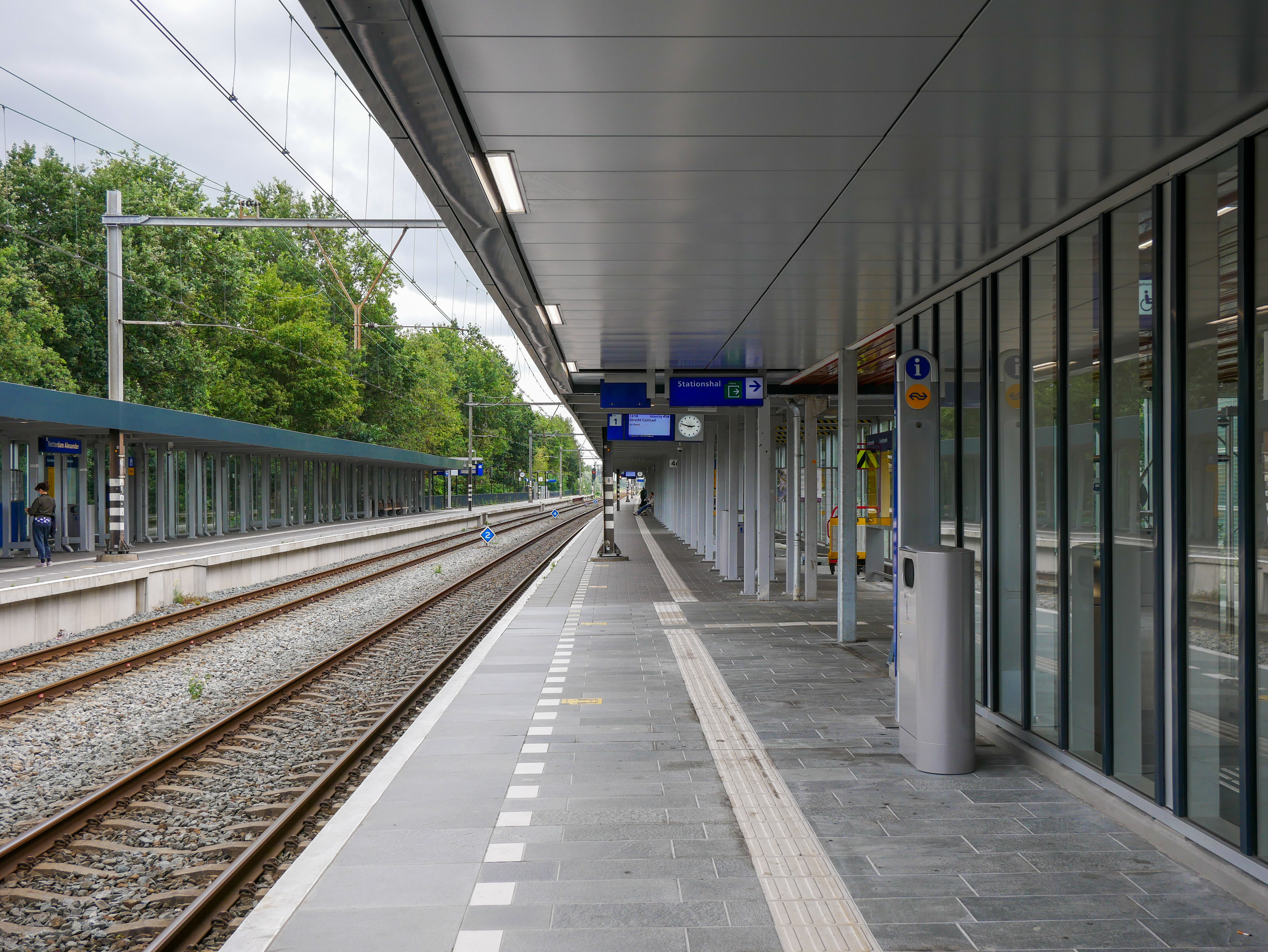
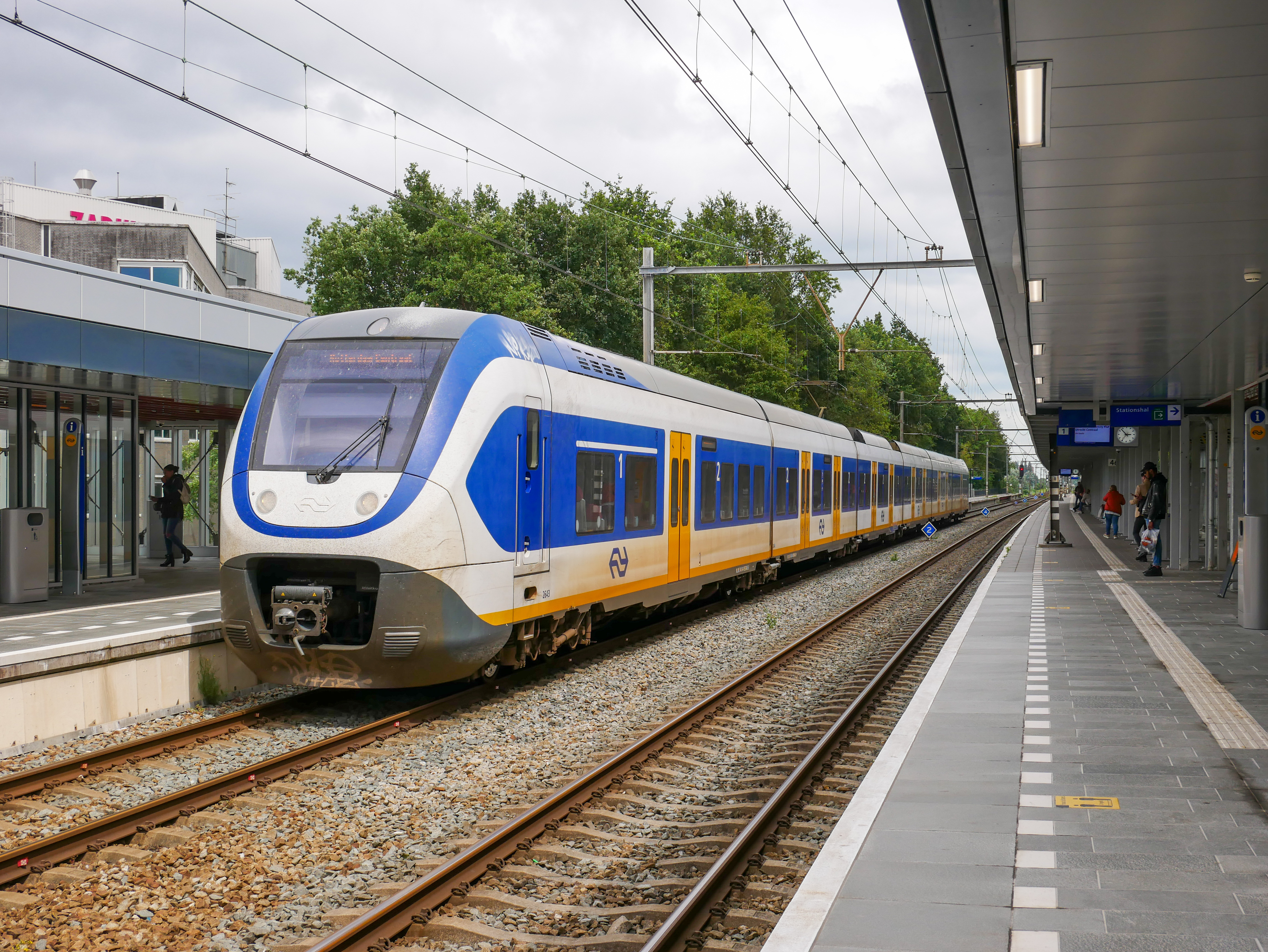

### Intermodalité
Les correspondances avec la station du métro, desservie par les rames des lignes A et B du métro de Rotterdam située en surface sont facilitées par des escaliers mécaniques et des ascenseurs.
Le pôle multimodale qu'elle forme avec la station du métro dispose : pour les vélos : de casiers payants, de parkings spécifiques non surveillés et d'une station Vélos en libre-service OV-fiets ; pour les véhicules : d'un parking P+R ouvert 24h/24 et de places de stationnements non surveillées.